# Afroleptomydas nitens
Afroleptomydas nitens är en tvåvingeart som beskrevs av Joseph Charles Bequaert 1963. Afroleptomydas nitens ingår i släktet Afroleptomydas och familjen Mydidae. Inga underarter finns listade i Catalogue of Life.